# 1945 dans le catholicisme
Chronologie du catholicisme
- 1941
- 1942
- 1943
- 1944
- 1945
- 1946
- 1947
- 1948
- 1949

Cet article présente les faits marquants de l'année 1945 dans le catholicisme.

## Naissances
- 5 janvier : Joël Mercier, prélat français de la Curie
- 14 janvier : Anselm Grün, moine bénédictin et auteur allemand
- 22 janvier : Christoph Schönborn, cardinal autrichien, archevêque de Vienne
- 4 février : 
  - Maurice Gardès, prélat français, archevêque d'Auch
  - George Kocherry, prélat indien, diplomate du Saint-Siège et archevêque titulaire d'Othona (de)
- 5 février : Michael Courtney, prélat irlandais, diplomate du Saint-Siège et archevêque titulaire d'Eanach Dúin (de), assassiné († 29 décembre 2003)
- 1er mars : 
  - Jean-Claude Boulanger, prélat français, évêque de Bayeux-Lisieux
  - Fernando Vérgez Alzaga, cardinal espagnol de la Curie
- 2 mars : Alain Lebeaupin, prélat français, diplomate du Saint-Siège et archevêque titulaire de Vico Equense (de) († 24 juin 2021)
- 6 avril : Celestino Aós Braco, cardinal chilien, archevêque de Santiago
- 8 avril : 
  - Joseph Djida, prélat camerounais, évêque de Ngaoundéré († 6 janvier 2015)
  - Diarmuid Martin, prélat irlandais, archevêque de Dublin
- 19 avril : George Alencherry, cardinal indien, archevêque majeur d'Ernakulam-Angamaly des Syro-Malabars
- 20 avril : Vincenzo Paglia, prélat italien de la Curie
- 3 mai : Tadeusz Rydzyk prêtre catholique polonais
- 8 mai : Douglas Nowicki, moine bénédictin américain, archi-abbé de Saint-Vincent de Latrobe
- 16 mai : Carlos Osoro Sierra, cardinal espagnol, archevêque de Madrid
- 29 mai : Fray Tormenta, prêtre mexicain qui s'est lancé dans le catch pour financer un orphelinat
- 5 juin : Oliver O'Grady, prêtre irlandais, condamné pour des abus sexuels sur mineurs
- 15 juin : Robert Sarah, cardinal guinéen de la Curie
- 4 juillet : Stanisław Ryłko, cardinal polonais de la Curie, précédemment archevêque titulaire de Novica (de)
- 21 juillet : Joseph Coutts, cardinal pakistanais, archevêque de Karachi
- 17 août : Marc Girard, prêtre, enseignant et exégète canadien
- 22 août : Timothy Radcliffe, cardinal dominicain et théologien britannique
- 30 août : Rogelio Livieres Plano, prélat paraguayen, évêque de Ciudad del Este, révoqué pour sa mauvaise gestion († 14 août 2015)
- 8 septembre : Vinko Puljić, cardinal croate de Bosnie, archevêque de Sarajevo
- 10 septembre : Luigi Ciotti, prêtre italien, engagé social, auteur, connu pour son engagement contre la mafia
- 11 septembre : Hans Schwemmer (en), prélat allemand, diplomate du Saint-Siège et archevêque titulaire de Rebellum (de) († 1er octobre 2001)
- 14 septembre : Bernard Tissier de Mallerais, théologien et prélat catholique traditionaliste français († 8 octobre 2024)
- 10 octobre : Bienheureux Carlos Murias, prêtre franciscain et martyr argentin († 18 juillet 1976)
- 15 octobre : Antonio Cañizares Llovera cardinal espagnol, archevêque de Valence
- 22 octobre : Simone Campbell, religieuse, avocate et militante américaine
- 26 octobre : Emmanuel Lafont, prélat français, évêque de Cayenne
- 1er novembre : Thomas J. Reese, prêtre jésuite, journaliste et écrivain américain
- 8 novembre : Vincent Nichols, cardinal britannique, archevêque de Westminster
- 27 novembre : 
  - Giuseppe Fiorini Morosini, prélat italien, archevêque de Reggio de Calabre-Bova
  - Anthony Mancini, prélat canadien, archevêque de Halifax-Yarmouth
- 7 décembre : Michel Wackenheim, prêtre, compositeur et musicien français
- 17 décembre : Jean-Pierre Cattenoz, prélat français, archevêque d'Avignon
- 20 décembre : Pierre Bürcher, prélat suisse, évêque de Reykjavik
- 22 décembre : Jean-Pierre Kutwa, cardinal ivoirien, archevêque d'Abidjan
- 30 décembre : Robert Guglielmone, prélat américain, évêque de Charleston
- 31 décembre : Philippe Ouédraogo, cardinal burkinabé, archevêque de Ouagadougou
- Date précise inconnue : Anne Pasquier, théologienne et enseignante canadienne

## Décès
- 3 janvier : Johannes Ries, prêtre allemand, résistant au nazisme mort à Dachau (° 9 juillet 1887)
- 8 janvier : François Ducloux, prêtre, botaniste et missionnaire français en Chine (° 14 novembre 1864)
- 17 janvier : Bienheureux Teresio Olivelli, opposant catholique au nazisme, martyr italien (° 7 janvier 1916)
- 20 janvier : Adolphe Gros, prêtre et historien français (° 5 avril 1864)
- 23 janvier : Bienheureux Nikolaus Gross, journaliste, syndicaliste, résistant au nazisme et martyr allemand (° 30 septembre 1898)
- 25 janvier : 
  - Auguste Avice, voyant de Pontmain devenu prêtre jésuite et missionnaire en Chine (° 17 mai 1866)
  - Louis Grelet, prêtre et mycologue français (° 8 octobre 1870)
- 31 janvier : Léon-Paul Classe, père blanc, prélat et missionnaire français, vicaire apostolique du Rwanda et évêque titulaire de Maxula Prates (de) (° 28 juin 1874)
- 16 février : Alexander Heinrich Alef, prêtre allemand, opposant au nazisme mort à Dachau (° 2 février 1885)
- 22 février : Bienheureux Richard Henkes, prêtre, opposant au nazisme et martyr allemand (° 26 mai 1900)
- 23 février : Bienheureux Étienne-Vincent Frelichowski, prêtre et martyr polonais du nazisme (° 22 janvier 1913)
- 24 février : 
  - Marius Besson, prélat suisse, évêque de Lausanne, Genève et Fribourg (° 28 juin 1876)
  - Bienheureux Josef Mayr-Nusser, militant catholique opposé au nazisme et martyr italien (° 27 décembre 1910)
- 1er mars : Luigj Bumçi, prélat et diplomate albanais, évêque de Lezhë (it) et évêque titulaire de Cantanus (de) (° 6 novembre 1872)
- 2 mars : Bienheureux Engelmar Unzeitig, prêtre, opposant au nazisme et martyr allemand (° 1er mars 1911)
- 3 mars : Jean-Marie Cessou, prélat et missionnaire français au Togo, vicaire apostolique de Lomé et évêque titulaire de Verinopolis (de) (° 12 décembre 1884)
- 4 mars : 
  - Bienheureux Daniel Dajani, prêtre jésuite albanais, martyr du communisme (° 2 décembre 1906)
  - August Wessing, prêtre allemand, résistant au nazisme mort à Dachau (° 18 janvier 1880)
- 5 mars : Bienheureux Lazër Shantoja, prêtre albanais, martyr du communisme (° 2 septembre 1892)
- 12 mars : Pierre de Porcaro, prêtre français, résistant spirituel au nazisme mort en déportation (° 10 août 1904)
- 19 mars : Bienheureux Marcel Callo, jociste et martyr français du nazisme (° 6 décembre 1921)
- 20 mars : Léon Durand, prélat français, évêque d'Oran, précédemment évêque titulaire de Tricomie (de) (° 27 juillet 1878)
- 21 mars : Ange-Marie Gouin, prélat et missionnaire français, vicaire apostolique du Laos et évêque titulaire d'Orcistus (de) (° 7 décembre 1877)
- 22 mars : Heinrich Maier, prêtre autrichien, résistant au nazisme exécuté (° 16 février 1908)
- 23 mars : Henri Leclercq, moine bénédictin, théologien et historien franco-belge (° 4 décembre 1869)
- 29 mars : Jusztinián Serédi, cardinal hongrois, archevêque d'Esztergom, opposant au nazisme (° 23 avril 1884)
- 31 mars : Bienheureuse Natalia Tułasiewicz, enseignante, militante catholique, résistante et martyre polonaise du nazisme (° 9 avril 1906)
- 1er avril : Bienheureux Giuseppe Girotti, prêtre dominicain, bibliste, Juste parmi les nations et martyr italien du nazisme (° 19 juillet 1905)
- 2 avril : 
  - Bienheureux Vilmos Apor, prélat hongrois, évêque de Győr, martyr du communisme (° 28 février 1892)
  - Antoine Charmet, prêtre français, victime du nazisme (° 26 décembre 1906)
- 4 avril : Bienheureux Mario Ciceri, prêtre italien (° 8 septembre 1900)
- 9 avril : Johann Pütz, prêtre et homme politique allemand (° 4 juin 1851)
- 13 avril : Bienheureux Rolando Rivi, séminariste italien, martyr du communisme (° 7 janvier 1931)
- 28 avril : Jean Daligault, prêtre, artiste et résistant français mort à Dachau (° 8 juin 1899)
- Avril : Jean Rosay, prêtre et résistant français, mort en déportation, Juste parmi les nations (° 23 juillet 1902)
- 8 mai : Paul Halflants, prêtre, enseignant, critique littéraire et essayiste belge (° 20 décembre 1873)
- 20 mai : Joseph R. Crimont, prélat et missionnaire français, vicaire apostolique d'Alaska et évêque titulaire d'Ammaedara (de) (° 2 février 1858)
- 2 juin : Jacques de Jésus, prêtre et résistant français mort en déportation, Juste parmi les nations, serviteur de Dieu (° 9 janvier 1900)
- 19 juin : Joseph Kerebel, prêtre et résistant français mort en déportation (° 4 juillet 1912)
- 23 juin : Bienheureuse Marie Raphaëlle Cimatti, religieuse italienne (° 6 juin 1861)
- 5 juillet : François-Xavier Ross, prélat canadien, fondateur des Sœurs missionnaires du Christ Roi, évêque de Gaspé (° 6 mars 1869)
- 6 juillet : Adolf Bertram, cardinal allemand, archevêque de Breslau (° 14 mars 1859)
- 10 juillet : Césaire Daugé, prêtre et écrivain français (° 27 août 1858)
- 26 juillet : Bienheureuse Maria Pierina De Micheli, religieuse italienne (° 11 septembre 1890)
- 10 août : Édouard Leys, prélat et missionnaire belge, vicaire apostolique du Kivu et évêque titulaire d'Uzalis (de) (° 5 juillet 1889)
- 12 août : Bienheureux Karl Leisner, prêtre, opposant au nazisme et martyr allemand (° 28 février 1915)
- 18 août : Bleiz Lannvau, prêtre français et poète en langue bretonne (° 18 janvier 1878)
- 26 août : Alfred-Odilon Comtois, prélat canadien, évêque de Trois-Rivières (° 5 mars 1876)
- 27 août : Bienheureuse Marie Pilar Izquierdo Albero, religieuse espagnole, fondatrice de l'Œuvre missionnaire de Jésus et Marie (° 27 juillet 1906)
- 30 août : Charles Ruch, prélat français, évêque de Strasbourg (° 24 septembre 1873)
- 4 septembre : Victor Martin, prêtre, auteur et universitaire français (° 23 mai 1886)
- 19 septembre : András Kun, prêtre hongrois, collaborateur des nazis condamné à mort et exécuté (° 8 novembre 1911)
- 29 septembre : Léon Leloir, prêtre, missionnaire, théologien, écrivain et résistant belge (° 29 décembre 1907)
- 5 octobre : Charles Charlebois, prêtre et chef nationaliste québécois (° 4 novembre 1871)
- 13 octobre : Joseph MacRory, cardinal irlandais, archevêque d'Armagh (° 19 mars 1861)
- 15 octobre : Pierre-Louis Genoud, prélat français, évêque de Guadeloupe et Basse-Terre puis évêque titulaire d'Apollonie (de) (° 4 avril 1860)
- 1er novembre : Bienheureux Rupert Mayer, prêtre jésuite, opposant au nazisme et martyr allemand (° 23 janvier 1876)
- 14 décembre : Francis Aupiais, prêtre, missionnaire, homme politique et écrivain français (° 11 août 1877)
- 25 décembre : Marceli Godlewski, prêtre, homme politique et résistant polonais, Juste parmi les nations (° 15 janvier 1865)
- Date précise inconnue : Bienheureux Władysław Goral, prélat polonais, évêque auxiliaire de Lublin et évêque titulaire de Meloë-en-Isaurie (de), martyr du nazisme (° 1er mai 1898)